# Jättendals kyrka
Jättendals kyrka är en kyrka som tillhör Nordanstigskustens församling i Uppsala stift. Den ligger precis intill Jättendalssjön (även kallad Kyrksjön). På somrarna brukar kyrkan vara vägkyrka eftersom E4:an går förbi i närheten.

## Kyrkobyggnaden
På 1200-talet uppfördes en stenkyrka i Jättendal, vilken stod kvar ända till år 1800 då den eldhärjades. När kyrkan skulle återuppbyggas behöll man delar av norra och östra muren samt sakristian byggd 1775. Övriga delar av den gamla kyrkan raserades fullständigt. Bygget av den nuvarande kyrkan påbörjades 1801 och 1802 togs den i bruk. Inredningen i den nya kyrkan blev färdig först 1824, då kyrkan invigdes av ärkebiskop Carl von Rosenstein.
Kyrkan är en enskeppig salkyrka. Tornet ligger i väst och sakristian i norr. Ytterväggen är ett murverk, utfört i natursten, och fasaden är putsad och genombryts av de rundbågiga fönsteröppningarna.
Läktarunderbyggnaden är från 1987.

## Inventarier
- Det dröjde till 1813 innan den nya kyrkan fick sin predikstol som förfärdigades av skulptören Jonas Edler.
- De båda nummertavlorna på vardera sida om altaret har hängt i Hudiksvalls kyrka och var ett bidrag till nya kyrkans inredning efter branden.
- Från den ursprungliga kyrkan finns bevarat ett rökelsekar från 1200-talet tillverkat av malm. Nattvardskärl och paten härstammar också från medeltiden.
- Storklockan i kyrktornet göts 1802 av Pehr Öberg i Hudiksvall. Lillklockan göts 1872 av N. P. Linderberg i Sundsvall.
- Altaruppsatsen och predikstolen är i nyklassicistisk stil.[1]
- Det finns ett votivskepp som är gjort av fiskaren Per Albert Harning.

### Orgel
Orgeln byggdes 1839 av Lars Niclas Nordqvist, Alfta och är en mekanisk orgel med slejflådor. Tonomfånget är på 54/24. Orgeln renoverades 1925 av Gebrüder Rieger, Jägerndorf, Tjeckoslovakien. 1985 renoverades orgeln av Robert Gustavsson Orgelbyggeri AB, Härnösand.
| Manual           | Pedal         |
| Borduna 16´ B/D  | Subbas 16´    |
| Principal 8´ B/D | Octava 8´     |
| Flaggfleut 8' B  | Octava 4'     |
| Fugara 8' B/D    | Blockfleut 2' |
| Dubbelfleut 8'   | Basun 16'     |
| Gedagt 8' B/D    |               |
| Octava 4'        |               |
| Qvinta 3'        |               |
| Octava 2'        |               |
| Trumpet 8'       |               |

#### Kororgel
Den nuvarande kororgeln byggdes 1974 av Gustaf Hagström Orgelverkstad AB, Härnösand. Orgeln är mekanisk med slejflåda. Tonomfånget är på 56.
| Manual        |
| Gedackt 8'    |
| Rörflöjt 4'   |
| Principal 2'  |
| Kvinta 1 1⁄3' |

## Övrigt
Till kyrkans övriga byggnader räknas förråd, ekonomibyggnad, ett gravkapell från 1947 samt en stiglucka från 1805.
Kyrkogården inhägnas av häck och kallmur.

## Runsten
Utanför kyrkans västra ingång finns en runsten uppställd (Hs 21). Den är ristad av Sveriges enda säkert kända kvinnliga runmästare, Gunnborga den goda, någon gång på 1000-talet efter Kristus. På stenen finns två små kors inristade vilket visar på att kristendomen vid denna tid, hade fått fäste i dessa trakter. Stenen har tidigare varit inmurad i den gamla kyrkans södra mur. Under en tid fick den tjänstgöra som trappsten vid den nya kyrkan.

## Bildgalleri

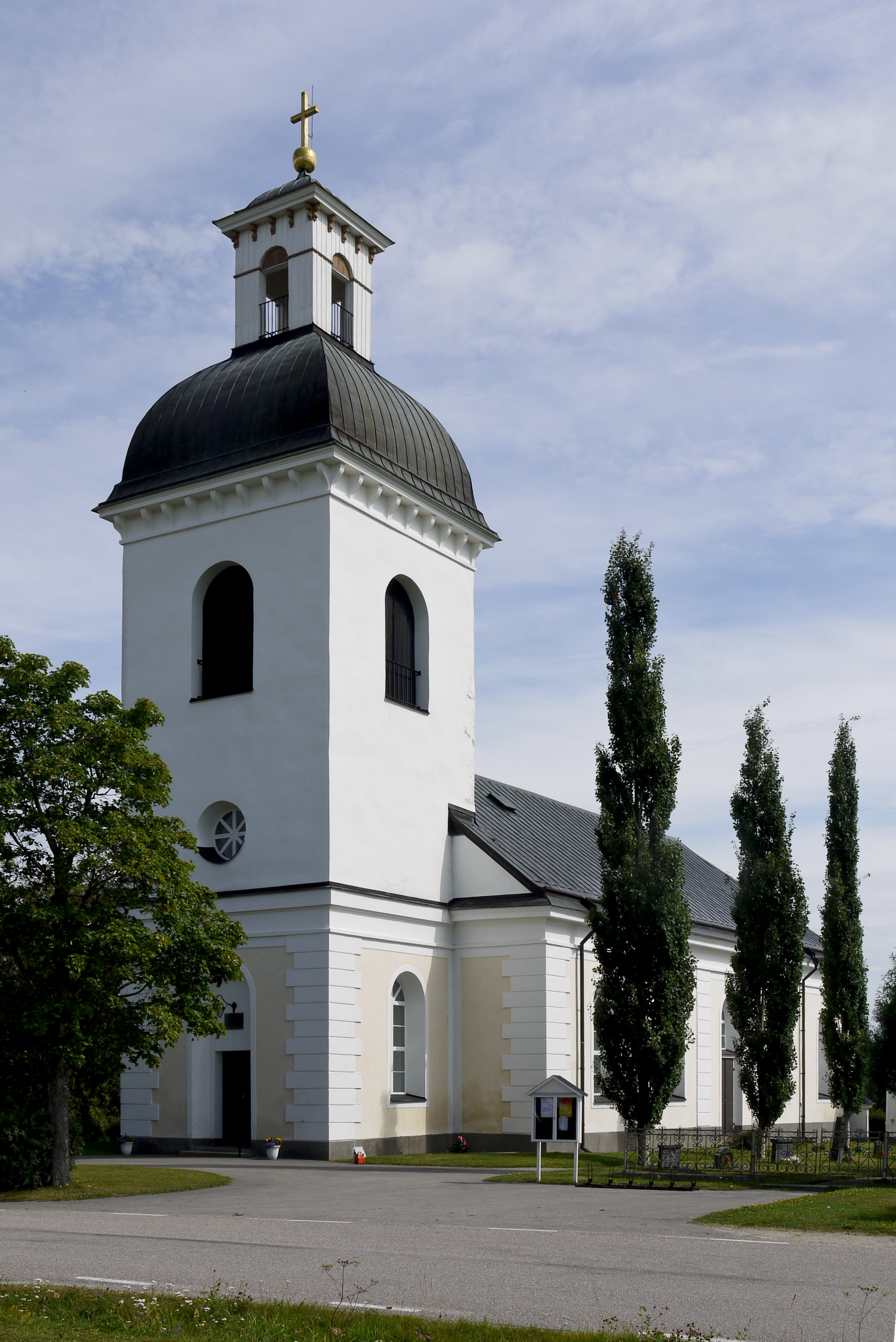
Huvudingång i väst
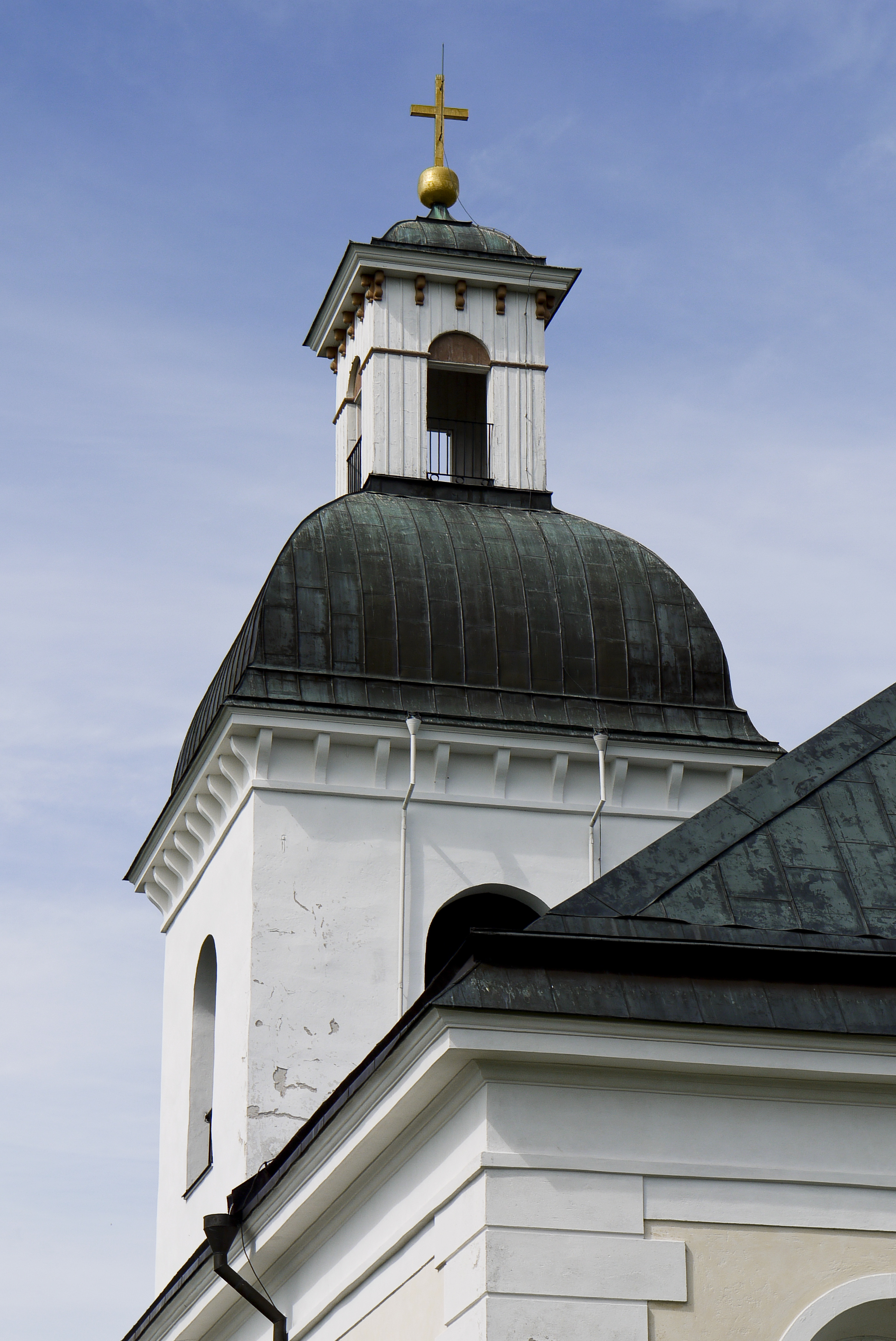
Kyrktornet
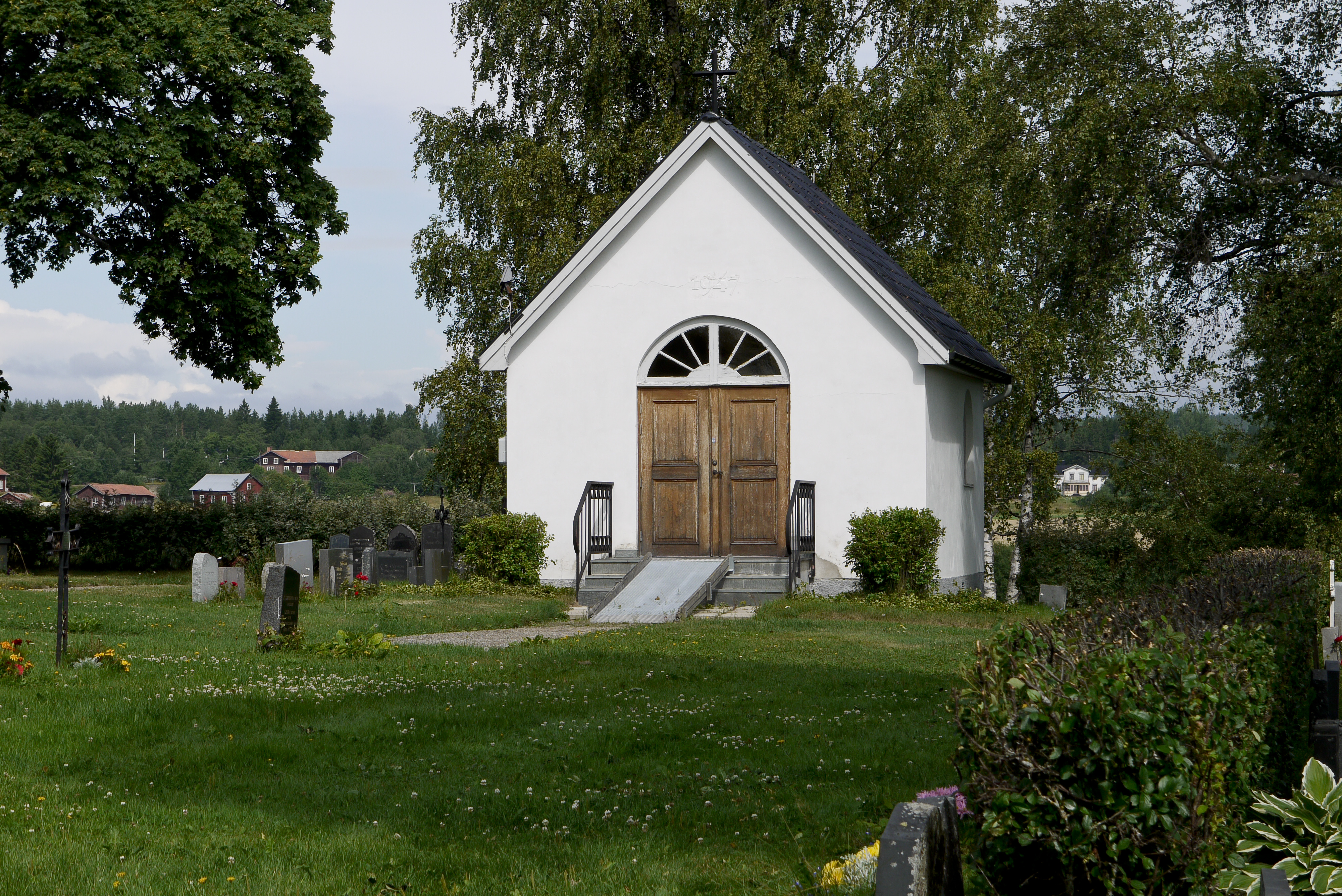
Gravkapellet från 1947
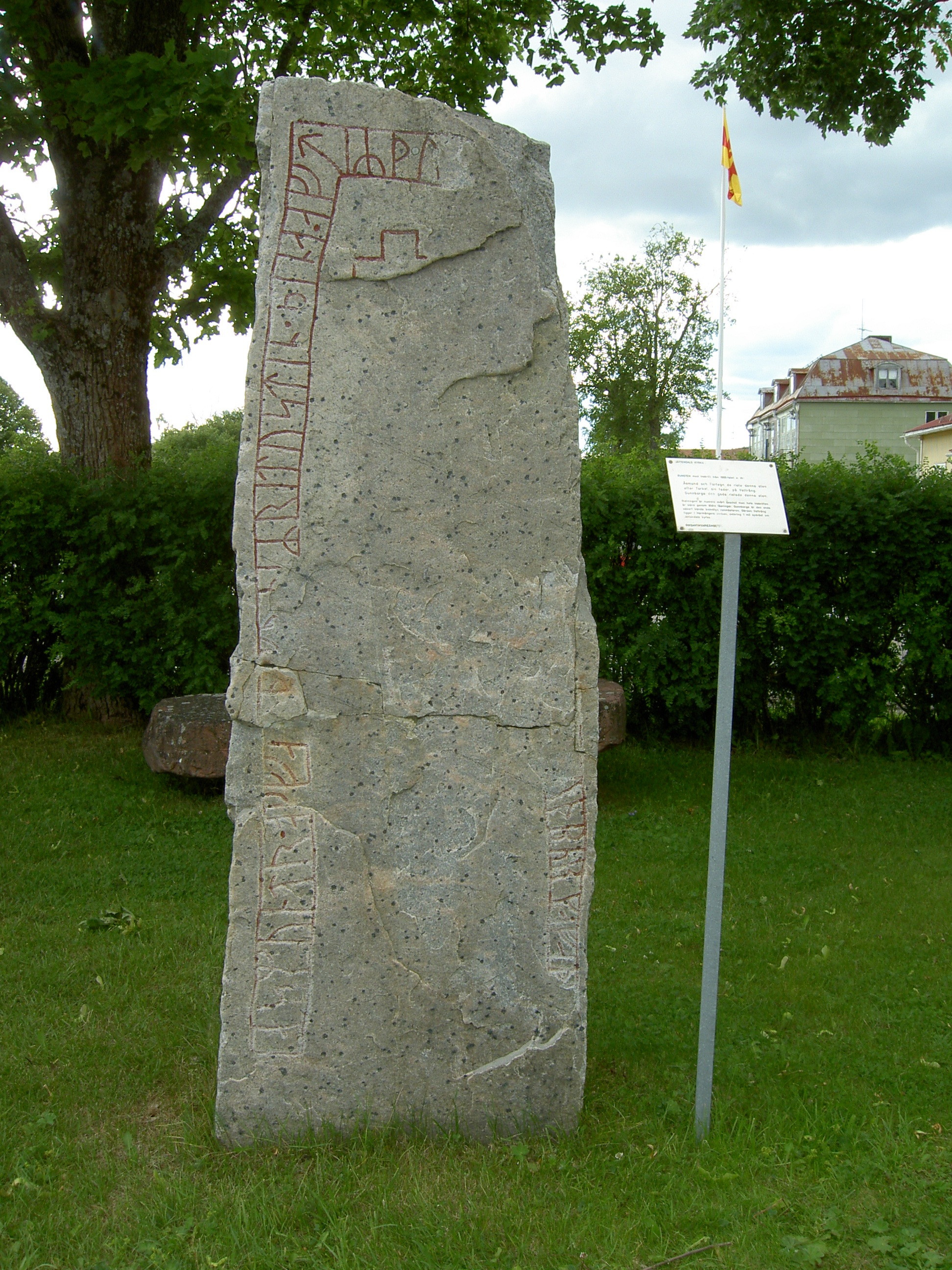
Runsten